# Recydywa
Recydywa (z łac. recidivus „powrotny, powtórny”, od recidere „popadać w coś na nowo, wracać”) – powrót do przestępstwa.
Termin ten jest wieloznaczny, bywa używany w różnych zakresach i aspektach oraz dla różnych celów naukowych czy praktycznych.
W prawie karnym najprościej można by ją nazwać ponownym popadnięciem w sytuację zakazaną pod groźbą kary, a więc powrotem do przestępstwa. W ustawodawstwach historycznych czy innych państw, spotykamy różne sposoby wyodrębnienia prawno-karnej recydywy. Podziały te mają na celu zastosowanie odpowiednich środków represyjnych i wychowawczych.
Rozróżnia się pojęcie recydywy w znaczeniu:
- kryminologicznym
- ogólnym
- penitencjarnym
- jurydycznym.

W ujęciu kryminologicznym o recydywie można mówić, gdy będzie to występujące wielokrotnie w społeczeństwie zjawisko przestępczości powrotnej, zaś w przypadku jednostki jest to ponowne lub wielokrotne popełnianie przestępstw przez tę samą osobę (niezależnie od tego, czy została ona ukarana). Dla recydywy kryminologicznej pojmowanej jako zjawisko społeczne nie ma znaczenia, czy recydywista został za swoje przestępstwa skazany, czy już odbył karę za nie i czy zostały w ogóle te przestępstwa wykryte – tzw. „ciemna liczba recydywy” – czyli jest ona niezależna od kryteriów formalnych, oprócz uznania czynu za przestępstwo przez ustawę. Z tych względów wielkość tego zjawiska nie jest znana, a statystyki uwzględniają tylko jego pewną część.
W znaczeniu ogólnym recydywa polega na uprzednim ukaraniu sprawcy za przestępstwo.
W ujęciu penitencjarnym pojęcie recydywy jest najszersze, bo zawiera w sobie nie tylko ponowne odbywanie kary pozbawienia wolności za przestępstwa podobne, ale również odbywanie tej kary po raz któryś, również za inne przestępstwa. Recydywa ta stale wzrasta, staje się zjawiskiem powszechnym, co łączy się bezpośrednio z ogólnoświatowym kryzysem kary pozbawienia wolności.
Recydywa w znaczeniu prawnym – ta jej część, która odpowiada ustawowym kryteriom. Ustawa w przypadku recydywy o znaczeniu judykacyjnym zwana często prawną wyróżnia recydywę ogólną i szczególna. Recydywa szczególna dotyczy powrotu do niektórych przestępstw w ciągu 5 lat od odbycia kary art. 64 § 1 i 2). W przypadku gdy nastąpi sytuacja ponownego skazania karą pozbawienia wolności zbiega się ona z pojęciem recydywy penitencjarnej. Jednak recydywa penitencjarna jest zjawiskiem szerszym, albowiem dotyczy ponownego odbycia kary pozbawienia wolności poprzez skazanie nie tylko za przestępstwa, które są ustawowo określone w warunkach recydywy szczególnej. W ramach recydywy szczególnej Kodeks karny z 1969 r. wyodrębnił recydywę podstawową i wielokrotną.

## Recydywa podstawowa
Recydywa podstawowa (jednokrotna, recydywa specjalna zwykła) – zachodzi gdy sprawca skazany za przestępstwo umyślne na karę pozbawienia wolności popełnia w ciągu 5 lat po odbyciu co najmniej 6 miesięcy kary umyślne przestępstwo podobne do przestępstwa, za które już był skazany.
Przez „odbycie kary” winno się rozumieć faktyczne odbycie kary, która została mu orzeczona. Nie jest jednak „odbyciem kary” odbycie zastępczej kary za uchylanie się od kary ograniczenia lub kary nieuiszczenia grzywny, a także okres tymczasowego aresztowania w innej sprawie. W sytuacji gdy skazany został warunkowo zwolniony z odbycia kary, to pięcioletni okres przedawnienia recydywy winno się liczyć od chwili warunkowego zwolnienia z zakładu karnego.
W tym przypadku termin „skazanie” oznacza prawomocne skazanie za przestępstwo uprzednie na karę pozbawienia wolności w wymiarze co najmniej 6 miesięcy. Oznacza to, że sprawca musiał zostać już raz skazany za przestępstwo umyślne na karę pozbawienia wolności Recydywa szczególna podstawowa może też dotyczyć przypadków, w których to orzeczona została kara pozbawienia wolności z warunkowym zawieszeniem jej wykonania, która następnie została odwieszona. Ważne jest tylko to, by sprawca odbył karę za poprzednie przestępstwo w wymiarze co najmniej 6 miesięcy.
Ważnym warunkiem recydywy specjalnej jest „podobieństwo” czynu zabronionego popełnionego poprzednio, za które został skazany z przestępstwem ponownym. Jak stanowi art. 115 § 3 kodeksu karnego przestępstwami podobnymi są przestępstwa, które należą do tego samego rodzaju, przestępstwa popełnione w celu uzyskania korzyści majątkowej lub przestępstwa z użyciem przemocy bądź z groźbą jej użycia. Z uwagi na fakt, iż kształtowanie się podstaw nowoczesnego prawa karnego przypada na okres rozbiorów, toteż prawo takie mogło zaistnieć na ziemiach polskich jedynie dzięki ustawodawstwu zaborczemu. I w związku z tym na to właśnie ustawodawstwo należy zwrócić szczególną uwagę podczas analizowania genezy ewolucji przestępstw podobnych w polskim prawie karnym. Spośród tego ustawodawstwa najistotniejsze mają te kodeksy karne, które obowiązywały na ziemiach polskich w chwili odzyskania niepodległości. Bowiem to one bezpośrednio poprzedzały nowoczesną polską kodyfikację prawa karnego (Kodeks karny z 1932 r.). Nie sposób było ignorować normatywnych realiów, w jakich to przyszło prowadzić prace prawotwórcze.
W momencie odzyskania przez Polskę niepodległości na ziemiach polskich obowiązywały następujące kodeksy karne państw zaborczych. Na terenie zaboru austriackiego – Powszechna ustawa karna z 1852 r. Na terenie byłego zaboru pruskiego – Kodeks karny Rzeszy Niemieckiej z 1871 r. Zaś na terenie byłego zaboru rosyjskiego – Kodeks karny z 1903 r., Kodeks karny z 1997 r. w istotny sposób zawęził szereg przestępstw podobnych, ponieważ do przestępstw tych zalicza się tylko przestępstwa podobne, a nie „zbliżone” – tak, jak to było określone w kodeksie z 1969 r.

## Recydywa wielokrotna
Najpoważniejszym zmianom uległy przepisy dotyczące warunków oraz konsekwencji związanych z recydywą szczególną wielokrotną (multirecydywą), która zachodzi, gdy sprawca uprzednio skazany w warunkach recydywy prostej, który odbył łącznie co najmniej rok kary pozbawienia wolności, w ciągu 5 lat po odbyciu w całości lub części ostatniej kary popełnia ponownie umyślne przestępstwo przeciwko życiu lub zdrowiu, przestępstwo zgwałcenia, rozboju, kradzieży z włamaniem lub inne przestępstwo przeciwko mieniu popełnione z użyciem przemocy lub groźby jej użycia; uregulowana w art. 64 § 2 k.k.
Dużo wątpliwości przy sformułowaniu przesłanek dotyczących recydywy wielokrotnej budzi pojęcie „przestępstwa ponownego”. Jak stanowi doktryna i orzeczenie SN winno się przyjąć, iż poprzednie przestępstwo jest takie samo jak nowe przestępstwo, którego dopuścił się sprawca lub też poprzednie przestępstwo należy do tej samej grupy rodzajowej tzw. tożsamość rodzajowa.
Na gwałtowny wzrost recydywy prawnej (judykacyjnej) w Polsce wskazują następujące dane:
| Rok  | Procent wzrostu recydywy |
| ---- | ------------------------ |
| 1958 | 14,8%                    |
| 1969 | 29,9%                    |
| 1974 | 33,8%                    |
| 1978 | 36,5%                    |
| 1984 | 39,6%                    |
| 1990 | 39,1%                    |
| 1993 | 35,5%                    |

Około 1/3 skazań przestępców powrotnych – jak wskazują dane – dotyczyło recydywistów szczególnych określonych w art. 60 k.k. z 1969 r.
W stosunku do recydywy szczególnej kodeks karny z 1969 r. wprowadził nadzwyczajne obostrzenie kary, które zostały złagodzone dzięki wprowadzonej nowelizacji do Kodeksu karnego z 12.07.1995 r. Kodeks karny z 1997 r. uwzględnił już wcześniej wprowadzone zmiany – przez ustawę z 1995 r. Model ten drastycznie zmienił stanowisko w stosunku do przestępczości powrotnej, np. w przypadku skazania w granicach recydywy szczególnej podstawowej dolna granica sankcji uległa dwukrotnemu zwiększeniu, górna zaś została zwiększona o połowę (art. 60 § 1 k.k.), natomiast w przypadku recydywy wielokrotnej dolna granica uległa potrójnemu powiększeniu, z tym że nie mogła być niższa niż dwa lata – zaś gdy mowa o górnej granicy, została ona zwiększona o połowę, nie mniej jednak niż 5 lat (art. 60 § 2).
Wskazane powyżej nadzwyczajne obostrzenia dotyczyły kary pozbawienia wolności i w zasadzie miały charakter obligatoryjny, co prowadziło do istotnego zwiększenia wymiaru kary. Zatem sąd nie może wymierzyć kary mniejszej, nawet gdy jest ona przewidziana w sankcji alternatywnej. Sąd wymierzając kare pozbawienia wolności, wyznacza ją powyżej dolnej ustawowo określonej granicy.
Nadzwyczajne obostrzenie kary pozbawienia wolności nie może przekroczyć 20 lat (art. 38 § 2 k.k.). Nie znaczy to jednak, by sąd nie mógł w warunkach art. 60 § 2 k.k. wymierzyć kary dożywotniego pozbawienia wolności lub kary 25 lat pozbawienia wolności, pod warunkiem jednak, gdy wyżej wskazane kary występują w sankcji karnej danego przepisu.
Skorygowanie nadzwyczajnego obostrzenia kary wobec recydywistów szczególnych stanowi art. 61 k.k., który dawał możliwość odstąpienia od nadzwyczajnych obostrzeń w przydatku nawet, gdy najniższa kara byłaby niewspółmierna. Jednakże sądy rzadko korzystają z tej możliwości, zwłaszcza gdy przy interpretacji art. 61 k.k. pojawiały się liczne zastrzeżenia. Dotyczyły one przede wszystkim tego, czy przy zastosowaniu tego przepisu mamy do czynienia z przestępcą skazanym w warunkach zawartych w art. 60 § 1 k.k., przy jednoczesnym odstąpieniu od obostrzeń kary.
Obok nadzwyczajnych obostrzeń kar z 1969 r. przewidziano środki specjalne (środki postpenalne), tj. nadzór ochronny i ośrodki przystosowania społecznego dla recydywistów (patrz art. 62-65). 
Przepisy o wymiarze kary wobec recydywistów wielokrotnych stosuje się także wobec sprawców czyniących sobie z czynów zabronionych stałe źródło dochodów czy też działającym w zorganizowanej grupie przestępczej, czy też związku, który ma na celu popełnianie przestępstw oraz przestępstwa o charakterze terrorystycznym. Ustawodawca polski w okresie międzywojennym skupiał dużą uwagę do zwalczania przestępczości zawodowej przewidzianej w Kodeksie karnym z 1932 r. – zastosowanie przepisów o stosowaniu kary wobec recydywistów, przestępców zawodowych i z nawyknienia.
Kodeks karny z 1969 r. przewidział surowszą karalność dla przestępców, którzy z przestępstw czynią sobie stały dochód. Także w pozaustawowym ustawodawstwie występowały rodzaje przestępstw kwalifikowanych z uwagi na tę zmianę. W orzecznictwie przyjmowano, że przesłanka „czynienia sobie z przestępstwa stałego źródła dochodu” jest spełniona również wtedy, gdy działalność przestępcza daje główne źródło dochodu, jak również i uboczne, byleby dochód ten uzyskiwany był regularnie.
Rozpowszechnione jest przekonanie, iż przestępczość powrotna jest dowodem na nieskuteczność polityki kryminalnej, a w szczególności polityki orzekania i wykonania kary. Jest to niewątpliwie powód poszukiwania metod i środków przeciwdziałania recydywie. Wszakże należy zdawać sobie sprawę, iż etiologia recydywy jest złożona. Ważnym czynnikiem kryminogennym są częste u recydywistów zaburzenia osobowości i daleko posunięte nieprzystosowanie społeczne, które potęguje długi pobyt w zakładach karnych.
Według ustawodawcy nie każdy przypadek recydywy wymaga surowej represji karnej. Potrzebę zaostrzenia kary pozbawienia wolności pozostawiono sędziom, którzy mieli możliwość wymierzenia kary zgodnie ze swoim sumieniem, ale oczywiście w granicach prawa. Sąd Najwyższy przyczynił się do znaczących zmian w ustawowej regulacji recydywy.
Przepisy o wymiarze wobec multirecydywistów stosuje się także do sprawcy, który z popełnienia przestępstwa uczynił sobie stałe źródło dochodu lub popełnił przestępstwo, działając w zorganizowanej grupie albo związku mającym na celu popełnianie przestępstw, a także do sprawcy przestępstwa o charakterze terrorystycznym (art. 65 k.k.).
Pozostałe przypadki ponownego skazania stanowią recydywę nieskodyfikowaną, która ma wpływ na wysokość kary orzeczonej wobec sprawcy jedynie w ramach sędziowskiego wymiaru kary.